# ERS-1
El European Remote Sensing Satellite (ERS) es va convertir en el primer satèl·lit d'observació de la Terra llançat per l'Agència Espacial Europea (ESA), en ser llançat el 17 de juliol de 1991, per un Ariane 4 des de Kourou (Guaiana Francesa), a una òrbita polar síncrona amb el sol a una alçada d'entre 782 i 785 km.
L'ERS-1 portava una sèrie d'instruments d'observació terrestre que van recopilar dades sobre el nostre planeta:
- Un altímetre radar operant a la banda Ku
- Un radiòmetre infraroig de quatre canals per mesurar temperatures en la superfície del mar i al cim dels núvols
- Un radiòmetre de microones
- Un radar d'apertura sintètica
- Un  escaterómetre per a l'estudi de vents

Per determinar la seva òrbita amb precisió, el satèl·lit incloïa el PRARE (Precision Range and Range-Rate Equipment) i un retroreflector làser. El PRARE mai va arribar a estar operatiu, i el retroreflector es va usar per calibrar l'altímetre.
Un error de l'ordinador i els giroscopis de l'ERS-1, va provocar la fi d'operacions l'10 de març de 2000, molt després del previst inicialment.
El seu successor, ERS-2, va ser llançat el 21 d'abril de 1995 també per un Ariane 4 des de Kourou. És pràcticament igual a l'ERS-1, però afegint el GOME (Global Ozone Monitoring Experiment) i un  espectròmetre d'absorció. Quan ERS-2 va ser llançat, compartia el mateix pla orbital amb l'ERS-1, la qual cosa va possibilitar una missió de "tàndem", amb l'ERS-2 passant per la mateixa zona que l'ERS-1 havia recorregut un dia abans.
ERS-2 ha estat operant sense giroscopis des de febrer de 2001, la qual cosa ha significat una degradació en algunes dades obtingudes pels instruments. El 22 de juny de 2003, hi va haver un greu error a bord, de manera que els instruments només funcionen quan el satèl·lit és visible des d'alguna estació terrestre. Des que es va conèixer aquesta decisió, s'han habilitat algunes estacions terrestres addicionals, per augmentar la capacitat de recollida de dades del satèl·lit. L'escateròmetre i el GOME eren els únics instruments del seu tipus en òrbita fins al llançament en 2006 del MetOp.

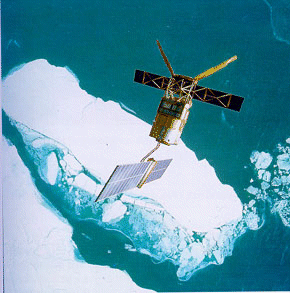
Concepció artística del ERS sobrevolant una regió polar.

El successor de l'ERS-2 és el Envisat